# Klaus Schrottshammer
Klaus Schrottshammer, né le 16 mai 1979 à Bad Aussee (Autriche), est un skieur de vitesse autrichien.
Il remporte 2 fois la Coupe du monde de ski de vitesse (S1) : en 2012 et 2014.
Entre 2015 et 2019, il monte 3 fois consécutivement sur la 3e marche du podium des Championnats du monde de ski de vitesse (S1). 
Son record personnel est de 248,447 km/h, établi à Vars en 2016. Il constituait le record d'Autriche jusqu'en 2023.